# Der Atem des Jägers
Der Atem des Jägers (Originaltitel in Afrikaans: Infanta) ist ein Kriminalroman des südafrikanischen Schriftstellers Deon Meyer aus dem Jahr 2004. Es ist der erste Roman mit dem südafrikanischen Polizeiinspektor Benny Griessel als Hauptfigur. Er jagt den Helden des Vorgängerromans Das Herz des Jägers, den hünenhaften Xhosa Thobela Mpayipheli, als dieser mit Akten von Selbstjustiz ganz Südafrika in Aufruhr versetzt. Die deutsche Übersetzung von Ulrich Hoffmann erschien im Jahr 2007.

## Inhalt
An einer Tankstelle in Cathcart geraten der ehemalige Auftragskiller Thobela „Tiny“ Mpayipheli und sein achtjähriger Ziehsohn Pakamile in einen Raubüberfall. Die Räuber schießen sich ihren Fluchtweg frei, und der Junge fällt den Kugeln zum Opfer. Zwar werden die Täter, John Khoza und Andrew Ramphele, bald gefasst, doch im Gerichtsverfahren attackiert ihr Anwalt Thobelas Glaubwürdigkeit, und in einer Verhandlungspause gelingt ihnen die Flucht. Thobela will Rache für den Tod seines Sohnes, doch es gelingt ihm nicht, der beiden Männer habhaft zu werden. Stattdessen wird er auf einen Mann aufmerksam, der aus dem Aberglauben heraus, so seine AIDS-Erkrankung kurieren zu können, ein Baby vergewaltigt hat und wegen eines Verfahrensfehlers auf freien Fuß gesetzt wurde. Er tötet den Mann und beschließt, sein Leben der Sühne all jener Verbrechen an Kindern zu widmen, die von der südafrikanischen Justiz nicht verfolgt werden.
Die Öffentlichkeit reagiert mit großer Zustimmung und Forderungen nach Wiedereinführung der Todesstrafe auf die Mordserie Thobelas, der all seine Taten mit einem Assegai begeht, dem traditionellen Kurzspeer der Zulus. Spekulationen über eine Frau als Täterin machen die Runde, und das Pseudonym „Artemis“ verbreitet sich. Detective Inspector Benny Griessel leitet die Ermittlungen der Polizei von Kapstadt. Doch er hat vor allem mit privaten Problemen zu kämpfen: Er versucht, seine Alkoholabhängigkeit in den Griff zu bekommen, um seine Frau, die ihn unmissverständlich vor die Tür gesetzt hat, und seine beiden Kinder zurückzugewinnen. Als der „Artemis-Mörder“ eine lesbische Frau umbringt, die des Totschlags an der Tochter ihrer Partnerin angeklagt war, zweifelt Griessel zum ersten Mal an der Schuld des Opfers. Mit ihrem Geständnis scheint sie bloß die wahre Täterin, die Mutter des Kindes, gedeckt zu haben.
Griessel wittert seine Chance, als die Tochter der Prostituierten Christine van Rooyen entführt wird. Der vermeintliche Täter ist Carlos Sangrenegra, der nicht nur ein Freier Christines ist, sondern auch der Repräsentant eines kolumbianischen Drogenkartells in Südafrika, der von Wilhelm „Boef“ Beukes und der Abteilung für organisierte Kriminalität überwacht wird. Niemand glaubt den Beteuerungen des Berufsverbrechers, er habe nichts mit dem Verschwinden des Mädchens zu tun. Dennoch wird er auf Betreiben Griessels auf Kaution freigelassen, um ihn als Lockvogel für „Artemis“ zu benutzen. Tatsächlich schluckt Thobela den Köder, als die Presse über die Freilassung des Verdächtigen berichtet, und bringt den vermeintlichen Kindermörder Carlos mit seinem Assegai um. Er flieht vom Tatort, doch die Polizei bleibt auf seiner Spur.
Erst im Nachhinein stellt sich heraus, dass Christine van Rooyen die Entführung ihrer Tochter inszeniert hat, um sich und ihre Tochter den Nachstellungen des gewalttätigen und besitzergreifenden Carlos zu entziehen. César Sangrenegra, ein eiskalter Profikiller, reist aus Kolumbien an, um den Tod seines Bruders zu rächen. Er entführt Griessels achtzehnjährige Tochter Carla und zwingt den Polizeibeamten, den Mörder an ihn auszuliefern. Es gelingt Griessel, Thobela in seine Gewalt zu bringen. Im direkten Gespräch mit dem Polizisten erfährt der „Artemis-Mörder“ erstmals, dass seine Selbstjustiz Unschuldige das Leben gekostet hat. Erschüttert verspricht er, Griessel bei der Befreiung seiner Tochter zu helfen.
Gemeinsam mit dem hünenhaften Thobela gelingt Griessel die Befreiung Carlas. Er erschießt eigenhändig César und seine Bandenmitglieder, als er hört, dass diese Carla vergewaltigt haben. Beukes wird als Spitzel des Sangrenegra-Clans entlarvt. John Khoza und Andrew Ramphele, die flüchtigen Mörder des kleinen Pakamile, werden festgenommen und sehen einem regulären Prozess entgegen. Mit Geld aus Carlos Besitz beginnt Christine van Rooyen mit ihrer Tochter ein neues Leben. Und obwohl Griessel den Tod des „Artemis-Mörders“ bei dem Schusswechsel mit den Kolumbianern bezeugt, werden Gerüchte laut, der schwarze Hüne sei mit seiner BMW R 1150 GS wieder durch Südafrika unterwegs.

## Hintergrund
Thobela „Tiny“ Mpayipheli, ein laut Marilyn Stasio „unvergesslicher Protagonist“, spielte bereits in den beiden Vorgängerromanen Tod vor Morgengrauen und Das Herz des Jägers eine zentrale Rolle. Sein Gegenspieler Benny Griessel war eine Nebenfigur in Meyers erstem international veröffentlichten Roman Der traurige Polizist. Laut Aussage des Autors hatte er ihn bereits damals lieb gewonnen und als Hauptfigur eines eigenen Buches im Hinterkopf. Dazu musste er allerdings mit dem „Klischee des trinkenden Polizisten“ brechen, der Griessel bei seinem ersten Auftritt zu einer eher komischen Figur gemacht hatte. Um einen spannungserzeugenden Konflikt zu erschaffen, ließ er Griessel in seinem ersten eigenen Roman gegen seine „Dämonen“ ankämpfen, seinen Alkoholismus und die Trennung von seiner Frau.

## Rezeption
Der Roman gewann den südafrikanischen ATKV Award for Prose 2004 und sechs Jahre später den Schwedischen Krimipreis für den besten ins Schwedische übersetzten Kriminalroman 2010.
Katrin Raith bezeichnet Der Atem des Jägers als „eine beklemmende Geschichte über Selbstjustiz“, die auslote, wie ein Mensch reagiere, dem das Wichtigste in seinem Leben genommen werde. Der Roman sei „hoch spannend, brillant erzählt, mit einem raffinierten Plot und glaubwürdigen Portraits gebrochener Helden“, packend insbesondere auch wegen des „einzigartigen politischen Hintergrunds“. Für Johannes Kaiser ist Der Atem des Jägers ein „grandioser Thriller als realistisches Spiegelbild einer Gesellschaft im Umbruch.“ Er bestehe aus drei parallel erzählten Geschichten, die sich in einem „geschickt gesteigerten, ziemlich überraschenden Finale“ verknüpfen. Sarah Weinman hebt vor allem die starke Empathie des Autors für seine gebrochenen Figuren hervor. Sylvia Staude vergleicht Meyer mit den beiden Vätern des klassischen hard-boiled Krimis: Dashiell Hammett und Raymond Chandler. Die Welt seiner Bücher sei ebenso „dunkel und hart“, doch anders als bei den beiden amerikanischen Klassikern sei unter der Härte „der fast verzweifelte Wunsch nach Helligkeit und Schönheit zu spüren“.

## Ausgaben
- Deon Meyer: Infanta. Lapa, Pretoria 2004, ISBN 0-7993-3314-X.
- Deon Meyer: Der Atem des Jägers. Aus dem Englischen von Ulrich Hoffmann. Rütten & Loening, Berlin 2007, ISBN 978-3-352-00746-0.